# Numbers (serie de televisión surcoreana)
Numbers (en hangul, 넘버스: 빌딩숲의 감시자들; romanización revisada del coreano: Neombeoseu: Bildingsup-ui Gamsijadeul) es una serie de televisión surcoreana dirigida por Kim Chil-bong y protagonizada por Kim Myung-soo y Choi Jin-hyuk. Se emitirá desde el 23 de junio de 2023 en el canal MBC, los viernes y sábados a las 21:50 (hora local coreana).

## Sinopsis
La serie cuenta la historia del contador graduado de secundaria Jang Ho-woo, que lucha contra la irracionalidad de una gran compañía de contabilidad y trata de hacer lo justo.

## Reparto

### Principal
- Kim Myung-soo como Jang Ho-woo, el primer y único contable graduado en educación secundaria que logra unirse a Taeil Accounting Firm, una de las cuatro grandes firmas de contabilidad del país.[1][4]
- Choi Jin-hyuk como Han Seung-jo, un contable que es el único hijo del vicepresidente de Taeil Accounting Firm; es una persona de buena familia, buena formación académica y buen carácter.[1][5]
- Choi Min-soo como Han Je-kyun, el padre de Seung-jo, vicepresidente de Taeil Accounting Firm.[6]
- Yeonwoo como Jin Yeon-ah, una asistente sénior en Taeil Accounting Firm, es hija del presidente de Jisan Bank, Jin Tae-soo.[6]
- Kim Yoo-ri como Jang Ji-soo, la exnovia de Seung-jo, que es gerente del nivel C del fondo de capital privado de Hong Kong.[7]

### Secundario

#### Departamento de Negocios de Taeil
- Lee Sung-yeol como Shim Hyung-woo, el ambicioso director del departamento de negocios de Taeil Accounting Firm.[8]
- Choi Jung-woo como Yang Jae-hwan: gerente de contratación en Taeil Accounting Firm. Se divorció de Hye-won, del mismo departamento, pero está ocultando el divorcio a la empresa para conseguir un ascenso.[9][10]
- Park Hwan-hee como Son Hye-won, asociada sénior.
- Seo Eun-woo como Eun Seok-min, gerente sénior.
- Shin Woo-gyeom como Woo Sang-hyun, gerente de contratación en Taeil Accounting Firm, una persona con buena apariencia y habilidades sobresalientes.[11]
- Bae Geu-rin como Jung Si-young, asociada sénior.[12]
- Yang Jae-hyun como Do Ji-hoon, un contable novato.
- Park Kyung-soon como Wang Kyung-tae, un contable novato.

#### Departamento de Auditoría de Taeil
- Kim Young-jae como Kang Hyun, un contable sénior de nivel gerente que valora mucho los principios.[13]
- Bae Hae-sun como Ahn Seung-yeon, vicedirectora del departamento de auditoría de Taeil Accounting Firm, que está en desacuerdo con Han Je-kyun sobre la presidencia de la corporación.[14]
- Han Kyu-won como Kim Jong-ok, asistente sénior en el departamento de auditoría de Taeil Accounting Firm.[15][16]
- Kim Jung-joo como Park Dong-ho, gerente de departamento.[17]
- Seo Young-soo como Jo Byeong-guk, asociado sénior.
- Lee Ki-chang como Choi Kyung-il, asociado principal.[18]

#### Allegados a Ho-woo
- Do Yeon-jin como Song Yeo-jin, una oficial de policía del distrito de Dongin en Seúl.[19]
- Kim Sun-bin como Gong Hee-sam, amigo de la infancia de Ho-woo y actual compañero de casa de Jang Ho-woo.[20]
- Nam Myung-ryeol como Jang In-ho, CEO de Haebit Construction.
- Seong Byung-sook como Ong Cheon-ja, la abuela de Ho-woo, propietaria del Pride Restaurant.

#### Grupo Sang-ah
- Jung Hae-kyun como Lee Chan-joo, el presidente del Grupo Sang-ah.
- Joo Byung-ha como Lee Bo-sung, hijo de Chan-joo.
- Jo Hee-bong como el Sr. Koo, CEO de People's Entertainment.[21]

#### Jisan Bank
- Kang Shin-il como Jin Tae-soo, el padre de Yeon-ah, presidente de Jisan Bank.
- Kim Kyul como Jung Jae-gi, el director del departamento de inspección de Jisan Bank.
- Son In-yong como Ma Hang-sik, director del departamento de gestión de crédito de Jisan Bank.

## Producción
La serie recibió el título provisional de 회계법인 (Empresa de contabilidad).
Es el primer trabajo de Kim Myung-soo después de haber cumplido el servicio militar. Su participación en la serie se anunció a finales de noviembre de 2022.
El 23 de mayo de 2023 se anunció la fecha de estreno y se publicó un cartel con los personajes. El 23 de junio se presentó la serie en el MBC Golden Mouse Hall en Mapo-gu, Seúl.

## Audiencia
| Temporada | Temporada | Episodio número | Episodio número | Episodio número | Episodio número | Episodio número | Episodio número | Episodio número | Episodio número | Episodio número | Episodio número | Episodio número | Episodio número | Promedio |
| Temporada | Temporada | 1               | 2               | 3               | 4               | 5               | 6               | 7               | 8               | 9               | 10              | 11              | 12              | Promedio |
| --------- | --------- | --------------- | --------------- | --------------- | --------------- | --------------- | --------------- | --------------- | --------------- | --------------- | --------------- | --------------- | --------------- | -------- |
|           | 1         | 735             | 651             | 763             | 569             | 661             | —               | —               | —               | 567             | —               | 512             | —               | N/A      |

| Episodio | Fecha de emisión    | Índices de audiencia | Índices de audiencia | Índices de audiencia |
| Episodio | Fecha de emisión    | Nielsen Korea        | Nielsen Korea        | TNmS                 |
| Episodio | Fecha de emisión    | Nacional             | Seúl                 | Nacional             |
| --- | ------------------- | -------------------- | -------------------- | -------------------- |
| 1 | 23 de junio de 2023 | 4,4 % (10.ª)         | 4,4 % (9.ª)          | 3,5 % (17.ª)         |
| 2 | 24 de junio de 2023 | 4,0 % (11.ª)         | 4,0 % (9.ª)          | N/D                  |
| 3 | 30 de junio de 2023 | 4,7 % (11.ª)         | 4,4 % (9.ª)          | 3,7 % (20.ª)         |
| 4 | 1 de julio de 2023  | 3,2 % (18.ª)         | 3,0 % (18.ª)         | N/D                  |
| 5 | 7 de julio de 2023  | 3,8 % (15.ª)         | 3,6 % (13.ª)         | 3,7 % (16.ª)         |
| 6 | 8 de julio de 2023  | 3,2 % (22.ª)         | 3,2 % (20.ª)         | N/D                  |
| 7 | 14 de julio de 2023 | 3,0 % (23.ª)         | N/D                  | N/D                  |
| 8 | 15 de julio de 2023 | 2,8 % (30.ª)         | N/D                  | N/D                  |
| 9 | 21 de julio de 2023 | 3,3 % (18.ª)         | N/D                  | 3,1 % (17.ª)         |
| 10 | 22 de julio de 2023 | 2,4 % (30.ª)         | N/D                  | N/D                  |
| 11 | 28 de julio de 2023 | 3,0 % (17.ª)         | 3,0 % (14.ª)         | N/D                  |
| 12 | 29 de julio de 2023 | 2,4 % (29.ª)         | N/D                  | N/D                  |
| Promedio | Promedio            | 3,4 %                | *                    | *                    |
| - En la tabla superior, los números azules representan las calificaciones más bajas y los números rojos representan las más altas. - N/D indica que el dato es desconocido. - (*) Se desconoce el promedio exacto porque no se registraron los datos de todos los capítulos. |                     |                      |                      |                      |